# Xingqiao, Chongqing
Xingqiao (kinesiska: 星桥镇) är en köping i sydvästra Kina. Den ligger i stadsdistriktet Liangping i storstadsområdet Chongqing, omkring 210 kilometer öster om det centrala stadsdistriktet Yuzhong. Antalet invånare är 14306. Befolkningen består av 7 034 kvinnor och 7 272 män. Barn under 15 år utgör 19,0 %, vuxna 15-64 år 67 %, och äldre över 65 år 13,0 %.
Xingqiao köping skapades den 16 november 2015 och omfattar samma område som den tidigare Chengbei (城北) socken.